# 嘉佑寺
嘉佑寺，位于中国广东省惠州市桥东学背街，为惠州市的一个市、县级文物保护单位，类型为古建筑，公布时间为1990年。
嘉佑寺的历史年代为清代。